# Nathaniel North
Pour les articles homonymes, voir North.
Nathaniel North est un pirate de la fin du XVIIe siècle et du début du XVIIIe. Né aux Bermudes, il est surtout connu pour son activité dans l'océan Indien et la mer Rouge, notamment aux côtés de John Bowen, à qui il succéda à la tête du Defiant. Il est mort à Madagascar après 1709.

## Biographie
Charpentier, il entre en 1689 au service d'un corsaire et en 1696, se fait remarquer dans des opérations de piraterie à Terre-Neuve où il capture le Pélican, un navire de dix-huit canons. 
Il fait route ensuite vers Madagascar pour prendre des bateaux arabes. Il razzie alors certaines zones des Comores puis s'allie à Dirk Chivers et Robert Culliford pour capturer le Grand Muhammad. 
Après plusieurs autres captures, il sert en 1699 comme quartier-maître sur le Dolphin qui finit par être incendié lors d'une attaque de quatre navires anglais. 
Il se retire en 1709 à Madagascar après de nombreuses années de piraterie et y devient une sorte de chef local. Il y est tué lors d'une révolte de tribus.